# Cmentarz żydowski w Pobiedziskach
Cmentarz żydowski w Pobiedziskach – został założony w XVIII wieku. Do naszych czasów zachowały się 24 nagrobki, które dzielą się na dwa typy: sarkofagi i macewy. Inskrypcje są w języku hebrajskim i niemieckim.